# Lasiopogon leleji
Lasiopogon leleji är en tvåvingeart som beskrevs av Cannings 2002. Lasiopogon leleji ingår i släktet Lasiopogon och familjen rovflugor. Inga underarter finns listade i Catalogue of Life.